# 紀良子
紀 良子（きの りょうし/きの よしこ、建武3/延文元年（1336年） - 応永20年（1413年））は、南北朝時代から室町時代の女性。室町幕府2代将軍・足利義詮の側室で、3代将軍足利義満、その弟満詮の母。「北向」と号される。石清水八幡宮検校善法寺通清の娘。
良子の母である智泉尼聖通が順徳天皇の皇子四辻宮善統親王の孫に当たるともいわれたため、義満の皇胤説が生まれ、皇室への対応の原因ともされるが、系譜の真贋は定かではなく、義満が自身の母系が皇胤であるとした動きは確認できていない。姉妹に後円融天皇生母の紀仲子と、伊達政宗正室の輪王寺殿がいる。このため、後円融天皇と義満と伊達氏宗は母系の従兄弟にあたる。
義詮の正室渋川幸子所生の千寿王丸は5歳で早世していたため、義満は嫡子となり、幸子を准母として養育され、母としては生母である良子よりも幸子の方を重んじていた。幸子が従一位を授けられた永徳元年（1381年）には、良子は従二位とされており、後に従一位に叙された。
春屋妙葩に帰依し、応永20年（1413年）に没する。法号は洪恩院殿月海如光禅定尼。